# Gran Premio de España de Motociclismo de 1972
El Gran Premio de España de Motociclismo de 1972 fue la decimotercera y última prueba de la temporada 1972 del Campeonato Mundial de Motociclismo. El Gran Premio se disputó el 23 de septiembre de 1972 en el Circuito de Montjuïch en Barcelona.

## Resultados 500cc
En 500cc, victoria del británico Chas Mortimer, que se aprovechó de la ausencia del ya matemáticamente campeón de la categoría Giacomo Agostini. El inglés tuvo un interesante duelo con su compatriota de Kawasaki, Dave Simmonds. Se trata de la tercera victoria de su palmarés en el Campeonato del Mundo de Motociclismo.
| Pos.    | Piloto               | Equipo      | Tiempo        | Pts. |
| ------- | -------------------- | ----------- | ------------- | ---- |
| 1       | Chas Mortimer        | Yamaha      | 1h 06' 47" 24 | 15   |
| 2       | Dave Simmonds        | Kawasaki    | +6" 36        | 12   |
| 3       | Jack Findlay         | JADA-Suzuki | +51" 46       | 10   |
| 4       | Bruno Kneubühler     | Yamaha      | +1' 30" 57    | 8    |
| 5       | Sven-Olof Gunnarsson | Kawasaki    | +1' 48" 03    | 6    |
| 6       | Billie Nelson        | Yamaha      | +1' 48" 94    | 5    |
| 7       | Piet van der Wal     | Kawasaki    | +2 Vueltas    | 4    |
| 8       | Getulio Marcaccini   | Aermacchi   | +2 Vueltas    | 3    |
| 9       | Kurt-Ivan Carlsson   | Yamaha      | +2 Vueltas    | 2    |
| 10      | Maurice Hawthorne    | Kawasaki    | +3 Vueltas    | 1    |
| 11      | Ted Janssen          | Suzuki      | +4 Vueltas    |      |
| Ret     | Giuseppe Mandolini   | Aermacchi   | Ret           |      |
| Ret     | Gyula Marsovszky     | LinTo       | Ret           |      |
| Ret     | Alex George          | Kawasaki    | Ret           |      |
| Ret     | Derek Lee            | Suzuki      | Ret           |      |
| Ret     | Roberto Gallina      | Paton       | Ret           |      |
| Ret     | Horst Dzierzawa      | Yamaha      | Ret           |      |
| Ret     | Lewis Young          | Honda       | Ret           |      |
| Ret     | Bosse Granath        | Husqvarna   | Ret           |      |
| Ret     | André Pogolotti      | Suzuki      | Ret           |      |
| Fuente: |                      |             |               |      |

## Resultados 350cc
La sorpresa surgió en 350 cc con la victoria del joven piloto suizo Bruno Kneubühler en su primer año de participación en el Mundial. Su victoria fue seriamente amenazada por la persecución del finlandés Teuvo Länsivuori que, después de recuperarse tras una mala salida, tuvo que abandonar inmediatamente por avería. De esta forma, el suizo se quedó sin rival, ya que Renzo Pasolini, tras un brillante inicio, fue a menos para conformarse con la segunda plaza.
| Pos. | Piloto               | Equipo        | Tiempo        | Pts. |
| ---- | -------------------- | ------------- | ------------- | ---- |
| 1    | Bruno Kneubühler     | Yamaha        | 1h 16' 07" 44 | 15   |
| 2    | Renzo Pasolini       | Aermacchi     | +42" 35       | 12   |
| 3    | János Drapál         | Yamaha        | +1' 50" 01    | 10   |
| 4    | Eduardo Celso-Santos | Yamaha        | +1 Vuelta     | 8    |
| 5    | Kurt-Ivan Carlsson   | Yamaha        | +1 Vuelta     | 6    |
| 6    | Billie Nelson        | Yamaha        | +1 Vuelta     | 5    |
| 7    | Werner Pfirter       | Yamaha        | +2 Vueltas    | 4    |
| 8    | László Szabó         | Yamaha        | +3 Vueltas    | 3    |
| 9    | Walter Sommer        | Mitsui Yamaha | +3 Vueltas    | 2    |
| 10   | Horst Dzierzawa      | Yamaha        | +7 Vueltas    | 1    |
| 11   | Maurice Hawthorne    | Yamaha        | +7 giri       |      |
| Ret  | Dieter Braun         | Yamaha        | Ret           |      |
| Ret  | Teuvo Länsivuori     | Yamaha        | Ret           |      |
| Ret  | Barry Sheene         | Yamaha        | Ret           |      |

## Resultados 250cc
En el cuarto de litro, el italiano Renzo Pasolini ganó la carrera y se proclamó subcampeón de la clasificación por detrás de Jarno Saarinen, que no participó. El transalpino tuvo que luchar con Teuvo Länsivuori, aunque supo poner tierra de por medio en la segunda parte de la carrera. Barry Sheene cerró el podio.
| Pos. | Piloto               | Equipo        | Tiempo        | Pts. |
| ---- | -------------------- | ------------- | ------------- | ---- |
| 1    | Renzo Pasolini       | Aermacchi     | 1h 01' 57" 12 | 15   |
| 2    | Teuvo Länsivuori     | Yamaha        | +25" 77       | 12   |
| 3    | Barry Sheene         | Yamaha        | +32" 38       | 10   |
| 4    | Chas Mortimer        | Yamaha        | +1' 33" 56    | 8    |
| 5    | Werner Pfirter       | Yamaha        | +1 Vuelta     | 6    |
| 6    | Walter Sommer        | Mitsui Yamaha | +1 Vuelta     | 5    |
| 7    | Víctor Palomo        | Yamaha        | +1 Vuelta     | 4    |
| 8    | Börje Jansson        | Yamaha        | +1 Vuelta     | 3    |
| 9    | Oronzo Memola        | Yamaha        | +1 Vuelta     | 2    |
| 10   | Olivier Chevallier   | Yamaha        | +1 Vuelta     | 1    |
| 11   | Tapio Virtanen       | Yamaha        | +1 Vuelta     |      |
| 12   | Ingemar Larsson      | Yamaha        | +1 Vuelta     |      |
| 13   | Fosco Giansanti      | Yamaha        | +2 Vueltas    |      |
| 14   | Giovanni Proni       | Yamaha        | +2 Vueltas    |      |
| 15   | Bjorn Carlsson       | Maico         | +2 Vueltas    |      |
| 16   | Javier Bover         | Montesa       | +4 Vueltas    |      |
| Ret  | Giuseppe Mandolini   | Yamaha        | Ret           |      |
| Ret  | Dieter Braun         | Maico         | Ret           |      |
| Ret  | Kent Andersson       | Yamaha        | Ret           |      |
| Ret  | Eduardo Celso-Santos | Yamaha        | Ret           |      |
| Ret  | Silvio Grassetti     | Yamaha        | Ret           |      |
| Ret  | Benjamín Grau        | Derbi         | Ret           |      |
| Ret  | János Drapál         | Yamaha        | Ret           |      |

## Resultados 125cc
En 125cc, Ángel Nieto se proclamó campeón del mundo de la categoría. El zamorano solo tenía que acabar la carrera mientras que su máximo rival Chas Mortimer no logró que Nieto se retirara. La victoria fue para el compañero de Mortimer en Yamaha, el sueco Kent Andersson.
| Pos. | Piloto             | Moto        | Tiempo     | Pts. |
| ---- | ------------------ | ----------- | ---------- | ---- |
| 1    | Kent Andersson     | Yamaha      | 52' 11" 80 | 15   |
| 2    | Chas Mortimer      | Yamaha      | +47" 64    | 12   |
| 3    | Ángel Nieto        | Derbi       | +1' 17" 33 | 10   |
| 4    | Dave Simmonds      | Kawasaki    | +1' 21" 92 | 8    |
| 5    | Börje Jansson      | Maico       | +3' 31" 6  | 6    |
| 6    | Benjamín Grau      | Derbi       | +1 Vuelta  | 5    |
| 7    | Cees van Dongen    | Yamaha      | +1 Vuelta  | 4    |
| 8    | Jos Schurgers      | Bridgestone | +1 Vuelta  | 3    |
| 9    | Matti Salonen      | Yamaha      | +2 Vueltas | 2    |
| 10   | Leif Rosell        | Maico       | +2 Vueltas | 1    |
| 11   | Bill Rae           | Maico       | +2 Vueltas |      |
| 12   | Bjorn Carlsson     | Maico       | +3 Vueltas |      |
| 13   | Gastón Biscia      | Bultaco     | +3 Vueltas |      |
| 14   | Benjamin Laurent   | Yamaha      | +4 Vueltas |      |
| 15   | Günter Schirnhofer | Maico       | +4 Vueltas |      |
| Ret  | Luigi Rinaudo      | Aermacchi   | Ret        |      |
| Ret  | Jan Huberts        | MZ          | Ret        |      |
| Ret  | Juan Parés         | Derbi       | Ret        |      |
| Ret  | Juan Bordons       | Montesa     | Ret        |      |
| Ret  | Oronzo Memola      | Yamaha      | Ret        |      |
| Ret  | Rolf Minhoff       | Maico       | Ret        |      |
| Ret  | Silvio Grassetti   | Morbidelli  | Ret        |      |
| Ret  | Otello Buscherini  | Morbidelli  | Ret        |      |
| Ret  | Dieter Braun       | Maico       | Ret        |      |
| Ret  | László Szabó       | MZ          | Ret        |      |

## Resultados 50cc
En la categoría menor cilindrada, el campeón español Ángel Nieto sumó su fin de semana espectacular con la consecución del segundo título mundial en este fin de semana. El zamorano pasó el primero por la línea de meta por delante del holandés Jan de Vries y el sueco Kent Andersson, segundo y tercero respectivamente.
| Pos. | Piloto             | Moto     | Tiempo     | Pts. |
| ---- | ------------------ | -------- | ---------- | ---- |
| 1    | Ángel Nieto        | Derbi    | 33' 09" 47 | 15   |
| 2    | Jan de Vries       | Kreidler | +14" 54    | 12   |
| 3    | Kent Andersson     | Kreidler | +39" 23    | 10   |
| 4    | Benjamín Grau      | Derbi    | +1' 24" 54 | 8    |
| 5    | Jan Bruins         | Kreidler | +1' 32" 73 | 6    |
| 6    | Theo Timmer        | Jamathi  | +1 Vuelta  | 5    |
| 7    | Otello Buscherini  | Malanca  | +1 Vuelta  | 4    |
| 8    | Leif Rosell        | Jamathi  | +1 Vuelta  | 3    |
| 9    | Cees van Dongen    | Roton    | +1 Vuelta  | 2    |
| 10   | Aldo Pero          | Villa    | +1 Vuelta  | 1    |
| 11   | Joaquín Galí       | Derbi    | +2 Vueltas |      |
| 12   | Günter Schirnhofer | Maico    | +2 Vueltas |      |
| 13   | Luigi Rinaudo      | Tomos    | +2 Vueltas |      |
| Ret  | Juan Parés         | Derbi    | Ret        |      |
| Ret  | Jan Huberts        | Kreidler | Ret        |      |
| Ret  | Rolf Minhoff       | Maico    | Ret        |      |
| Ret  | Rudolf Kunz        | Kreidler | Ret        |      |
| Ret  | Ingemar Lahrson    | Maico    | Ret        |      |
| Ret  | Gastón Biscia      | Yamaha   | Ret        |      |
| Ret  | Francisco Gufi     | Derbi    | Ret        |      |